# 冯苓植
冯苓植（1939年2月9日—），男，山西代县人，生于四川，中国作家，内蒙古自治区作家协会原副主席，中国作家协会名誉委员。